# Euller (football, 1971)
Euller, de son nom complet Euller Elias de Carvalho, est un footballeur brésilien né le 15 mars 1971.